# Дашница џамија у Бијељини
Прељубовића Дашница џамија, позната и као Дашница џамија или Дашничка џамија је џамија у Бијељини.

## Опис
Џамија има бетонску куполу и 33 метара високи минарет са два шерефета. Објекат је у изградњи (децембар, 2024. године).

## Историјат[1]
Дашница џамија је најмлађа џамија у Бијељини, изграђена је 1905. године у насељу Дашица. Изградња ове џамије се везује за Мехмед-бега и Али-бега Прељубовића који су обезбједили и плац. Дашица џамија се издржавала донацијама својих вијерника до 1979. године када је порушена због дотрајалости. На њеном мјесту је изграђена нова џамија са бетонском куполом прекривеном бакром и минаретом од 39 метара. Срушена је 13. марта 1993. године. Темељ за џамију је постављен 2003. године на иницијативу Меџлиса Исламске заједнице Бијељина, а њена је изградња почела крајем 2007. године и још је у току (децембар 2024. године).

## Сатус
Обнова је у току (децембар, 2024. године). Највећи донатор је Јасмин Ахметовић родом из Бијељине који живи и ради на Крку у Хрватској. Куполу су изградили фирма и донатори из Тузле.